# Mazerolles, Landes
Mazerolles, en occitan Maseròlas, là một xã, thuộc tỉnh Landes trong vùng Nouvelle-Aquitaine. Xã này có diện tích 15,97 kilômét vuông, dân số năm 2006 là 620 người. Xã này nằm ở khu vực có độ cao trung bình 84 mét trên mực nước biển.

## Biến động dân số
| Năm | 1962 | 1968 | 1975 | 1982 | 1990 | 1999 | 2006 |
| --- | ---- | ---- | ---- | ---- | ---- | ---- | ---- |
| Dân số | 240  | 302  | 288  | 400  | 481  | 566  | 620  |
| From the year 1962 on: No double counting—residents of multiple communes (e.g. students and military personnel) are counted only once. |      |      |      |      |      |      |      |